# Tuffi ai Giochi della XXXIII Olimpiade - Piattaforma 10 metri femminile
La gara dei tuffi dalla piattaforma 10 metri femminile dei Giochi della XXXIII Olimpiade di Parigi è stata disputata dal 5 al 6 agosto 2024 presso il Paris Aquatics Centre. Vi hanno partecipato 29 tuffatrici provenienti da 21 nazioni. La gara si è svolta in tre turni, in ognuno dei quali le tuffatrici hanno eseguito una serie di cinque tuffi ciascuna.
Le tuffatrici cinesi Quan Hongchan e Chen Yuxi si sono riconfermate rispettivamente campionessa e vice-campionessa olimpica, mentre il bronzo è stato aggiudicato alla nordcoreana Kim Mi-rae.

## Programma
| Data          | Ora (UTC+2) | Turno       |
| ------------- | ----------- | ----------- |
| 5 agosto 2024 | 10:00       | Preliminari |
| 5 agosto 2024 | 15:00       | Semifinale  |
| 6 agosto 2024 | 15:00       | Finale      |

### Format di gara
La competizione è suddivisa in tre turni:
- Turno preliminare: tutte le 29 tuffatrici eseguono 5 tuffi ciascuna e le migliori 18 avanzano alle semifinali.
- Semifinale: non vengono considerati i punteggi ottenuti al turno preliminare. Le 18 tuffatrici rimaste in gara eseguono 5 tuffi ciascuna e le migliori 12 avanzano in finale.
- Finale: non vengono considerati i punteggi ottenuti alla semifinale. Le 12 tuffatrici rimaste in gara eseguono 5 tuffi ciascuna e le migliori tre vengono premiate rispettivamente con la medaglia d'oro, d'argento e di bronzo.

Durante ogni round di cinque tuffi deve essere eseguito almeno un tuffo dei cinque gruppi previsti (avanti, indietro, rovesciato, ritornato e avvitamento). Ad ogni tuffo è assegnato un grado di difficoltà basato su salti mortali, posizione, avvitamenti, approccio e ingresso in acqua. Nonostante non esista un limite massimo di difficoltà dei tuffi, il tuffo più difficile calcolato dal regolamento della World Aquatics, ex FINA, (rovesciato con 4 salti mortali e 1⁄2 in posizione verticale e indietro con 4 salti mortali 1⁄2 in posizione verticale) ha un coefficiente di difficoltà di 4.7, ma gli atleti potrebbero anche eseguire tuffi più difficile. Il punteggio è determinato da un panel di sette giudici. Per ogni tuffo, ogni giudice assegna un punteggio tra 0 e 10, con incrementi di 0.5. I due punteggi migliori e i due punteggi peggiori vengono scartati. I restanti tre punteggi vengono sommati e moltiplicati per il grado di difficoltà, ottenendo il punteggio complessivo finale del tuffo. La somma dei punteggi dei sei tuffi costituisce il punteggio finale del turno.

## Qualificazioni
Le qualificazioni per il Trampolino 3 metri maschile sono state attribuite come segue:
- Campionati mondiali di nuoto 2023 – Le 12 finaliste di ogni evento individuale durante i Campionati mondiali di nuoto di Fukuoka del 2023, tenutisi dal 14 al 30 luglio 2023, garantiscono un posto nazione ai propri Comitati olimpici nazionali.
- Tornei di qualificazioni continentali – Le vincitrici di ogni evento individuale durante uno dei 5 tornei continentali approvati dalla World Aquatics (Africa, le Americhe, Asia, Europa e Oceania) garantiscono un posto nazione ai propri Comitati olimpici nazionali.
- Campionanti mondiali di nuoto 2024 – Le 12 tuffatrici con il miglior punteggio in classifica idonee per le qualificazioni durante i Campionati mondiali della FINA 2024, tenutisi a Doha dal 2 al 18 febbraio, si sono garantiti un posto nei propri Comitati olimpici nazionali, rispettando il limite di due partecipanti per nazione e non superando la quota di 136 atleti (68 per genere).
- Riallocazione quote inutilizzate – Posti aggiuntivi sono stati riassegnati alle tuffatrici idonee posizionatisi dal 13° posto in su nei vari eventi individuali dei Campionati del mondo di nuoto del 2024, fino al raggiungimento della quota di 136 atleti (68 per genere).
- Nazione ospitante – In quanto nazione ospitante, la Francia ha di diritto quattro posti da distribuire negli eventi di tuffi individuali femminili.

## Risultati
Hanno avuto accesso al turno preliminare 29 tuffatrici, in rappresentanza di 21 nazioni.
| Pos.    | Atleta                    | Nazione         | Preliminare | Preliminare | Semifinale      | Semifinale      | Finale          | Finale          | Finale          | Finale          | Finale          | Finale          |
| Pos.    | Atleta                    | Nazione         | Punti       | Pos.        | Punti           | Pos.            | T1              | T2              | T3              | T4              | T5              | Totale          |
| ------- | ------------------------- | --------------- | ----------- | ----------- | --------------- | --------------- | --------------- | --------------- | --------------- | --------------- | --------------- | --------------- |
| Oro     | Quan Hongchan             | Cina            | 421.25      | 1           | 421.05          | 1               | 90.00           | 84.80           | 76.80           | 92.40           | 81.60           | 425.60          |
| Argento | Chen Yuxi                 | Cina            | 382.15      | 2           | 403.05          | 2               | 82.50           | 78.40           | 89.10           | 89.10           | 81.60           | 420.70          |
| Bronzo  | Kim Mi-rae                | Corea del Nord  | 287.70      | 10          | 322.40          | 4               | 80.00           | 67.50           | 72.60           | 76.80           | 75.20           | 372.10          |
| 4       | Caeli McKay               | Canada          | 324.90      | 3           | 308.85          | 7               | 72.00           | 63.00           | 76.80           | 75.90           | 76.80           | 364.50          |
| 5       | Gabriela Agúndez          | Messico         | 306.95      | 6           | 295.00          | 9               | 67.50           | 79.20           | 62.40           | 69.30           | 72.00           | 350.40          |
| 6       | Andrea Spendolini-Sirieix | Gran Bretagna   | 320.80      | 4           | 367.00          | 3               | 76.80           | 62.40           | 64.50           | 60.20           | 81.60           | 345.50          |
| 7       | Ellie Cole                | Australia       | 290.00      | 9           | 309.90          | 6               | 64.50           | 72.00           | 67.20           | 67.20           | 62.40           | 333.30          |
| 8       | Alejandra Orozco          | Messico         | 320.80      | 4           | 312.00          | 5               | 63.00           | 64.00           | 68.80           | 67.20           | 57.60           | 320.60          |
| 9       | Matsuri Arai              | Giappone        | 280.65      | 16          | 300.50          | 8               | 63.00           | 66.00           | 65.25           | 65.80           | 54.40           | 314.45          |
| 10      | Sarah Jodoin Di Maria     | Italia          | 286.10      | 11          | 294.85          | 10              | 72.00           | 64.50           | 56.00           | 42.05           | 67.20           | 301.75          |
| 11      | Melissa Wu                | Australia       | 285.20      | 13          | 294.10          | 11              | 58.50           | 64.00           | 40.60           | 52.80           | 62.40           | 278.30          |
| 12      | Else Praasterink          | Paesi Bassi     | 281.60      | 15          | 292.80          | 12              | 52.20           | 44.80           | 45.00           | 57.60           | 50.75           | 250.35          |
| 13      | Lois Toulson              | Gran Bretagna   | 299.60      | 8           | 278.50          | 13              | Non qualificata | Non qualificata | Non qualificata | Non qualificata | Non qualificata | Non qualificata |
| 14      | Ana Carvajal              | Spagna          | 285.60      | 12          | 276.90          | 14              | Non qualificata | Non qualificata | Non qualificata | Non qualificata | Non qualificata | Non qualificata |
| 15      | Delaney Schnell           | Stati Uniti     | 278.15      | 17          | 271.95          | 15              | Non qualificata | Non qualificata | Non qualificata | Non qualificata | Non qualificata | Non qualificata |
| 16      | Anisley García            | Cuba            | 283.00      | 14          | 270.65          | 16              | Non qualificata | Non qualificata | Non qualificata | Non qualificata | Non qualificata | Non qualificata |
| 17      | Christina Wassen          | Germania        | 303.20      | 7           | 255.55          | 17              | Non qualificata | Non qualificata | Non qualificata | Non qualificata | Non qualificata | Non qualificata |
| 18      | Maia Biginelli            | Italia          | 277.00      | 18          | 240.80          | 18              | Non qualificata | Non qualificata | Non qualificata | Non qualificata | Non qualificata | Non qualificata |
| 19      | Daryn Wright              | Stati Uniti     | 272.25      | 19          | Non qualificata | Non qualificata | Non qualificata | Non qualificata | Non qualificata | Non qualificata | Non qualificata | Non qualificata |
| 20      | Kate Miller               | Canada          | 266.30      | 20          | Non qualificata | Non qualificata | Non qualificata | Non qualificata | Non qualificata | Non qualificata | Non qualificata | Non qualificata |
| 21      | Pauline Alexandra Pfeif   | Germania        | 264.15      | 21          | Non qualificata | Non qualificata | Non qualificata | Non qualificata | Non qualificata | Non qualificata | Non qualificata | Non qualificata |
| 22      | Džeja Delanija Patrika    | Lettonia        | 259.30      | 22          | Non qualificata | Non qualificata | Non qualificata | Non qualificata | Non qualificata | Non qualificata | Non qualificata | Non qualificata |
| 23      | Ingrid Oliveira           | Brasile         | 255.90      | 23          | Non qualificata | Non qualificata | Non qualificata | Non qualificata | Non qualificata | Non qualificata | Non qualificata | Non qualificata |
| 24      | Maycey Adrianne Vieta     | Porto Rico      | 253.90      | 24          | Non qualificata | Non qualificata | Non qualificata | Non qualificata | Non qualificata | Non qualificata | Non qualificata | Non qualificata |
| 25      | Sofiya Lyskun             | Ucraina         | 253.10      | 25          | Non qualificata | Non qualificata | Non qualificata | Non qualificata | Non qualificata | Non qualificata | Non qualificata | Non qualificata |
| 26      | Kim Na-hyun               | Corea del Sud   | 250.00      | 26          | Non qualificata | Non qualificata | Non qualificata | Non qualificata | Non qualificata | Non qualificata | Non qualificata | Non qualificata |
| 27      | Victoria Garza            | Rep. Dominicana | 226.80      | 27          | Non qualificata | Non qualificata | Non qualificata | Non qualificata | Non qualificata | Non qualificata | Non qualificata | Non qualificata |
| 28      | Malak Tawfik              | Egitto          | 193.75      | 28          | Non qualificata | Non qualificata | Non qualificata | Non qualificata | Non qualificata | Non qualificata | Non qualificata | Non qualificata |
| 29      | Ciara McGing              | Irlanda         | 188.50      | 29          | Non qualificata | Non qualificata | Non qualificata | Non qualificata | Non qualificata | Non qualificata | Non qualificata | Non qualificata |

Fonti risultati: